# ジョン・ギルモア
ジョン・ギルモア（John Gilmore、1955年 - ）は、電子フロンティア財団の創設者でGNUプロジェクトへの一流の貢献者。
サン・マイクロシステムズの5番目の従業員であったが、早期退職をして他の関心を追求することができるほどの富を蓄積した。
彼は自由ソフトウェアへの貢献者であり、いくつかのGNUプロジェクトを扱っていて、90年代前半にGNU Debuggerのメンテナンス、2005年12月にフラッシュムービーのフリーソフトプレーヤーを作成するためにGnashを始動、1998年にGNU Radioを開始、彼が書いたpdtarはGNUtarの元となった。

## 著名な発言
"The Net interprets censorship as damage and routes around it."